# Świerczyniec (województwo śląskie)
Świerczyniec (niem. Tannendorf) – wieś w Polsce położona w województwie śląskim, w powiecie bieruńsko-lędzińskim, w gminie Bojszowy.
W latach 1973–77 w gminie Bojszowy (obejmującej 7 sołectw: Bojszowy, Jankowice, Jedlina, Międzyrzecze, Nowe Bojszowy, Studzienice i Świerczyniec). W latach 1977–91 dzielnica Tychów. Od 2 kwietnia 1991 ponownie w reaktywowanej gminie Bojszowy (nie obejmującej już Jankowic i Studzienic).
W latach 1975–1998 miejscowość administracyjnie należała do województwa katowickiego.

## Nazwa
Nazwa wsi wywodzi się od polskiej nazwy drzewa – świerk. Niemiecki geograf oraz językoznawca Heinrich Adamy zaliczył ją do grupy miejscowości, których nazwy wywodzą się von swierk = Fichte (pinus abies). W swoim dziele o nazwach miejscowych na Śląsku wydanym w 1888 roku we Wrocławiu wymienia on nazwę wsi w formie Swierczynice podając jej znaczenie Fichtendorf – wieś świerków, świerkowa wieś. Niemcy zgermanizowali nazwę na Swierzynietz w wyniku czego utraciła ona swoje pierwotne znaczenie.

## Zabytki
Karczma ze Świerczyńca z 1870 roku została przeniesiona do Górnośląskiego Parku Etnograficznego w Chorzowie (Park Śląski). Funkcjonowała do 1928 roku, następnie wykorzystana jako dom mieszkalny. W karczmie zatrzymywali się wożący drewno do tartaku w Kobiórze oraz pędzący bydło na targ do Pszczyny. Jest to budynek z drewna sosnowego w konstrukcji wieńcowej. Pierwotnie pokryty słomą, po renowacji, ze względów bezpieczeństwa, zamienioną na gont.

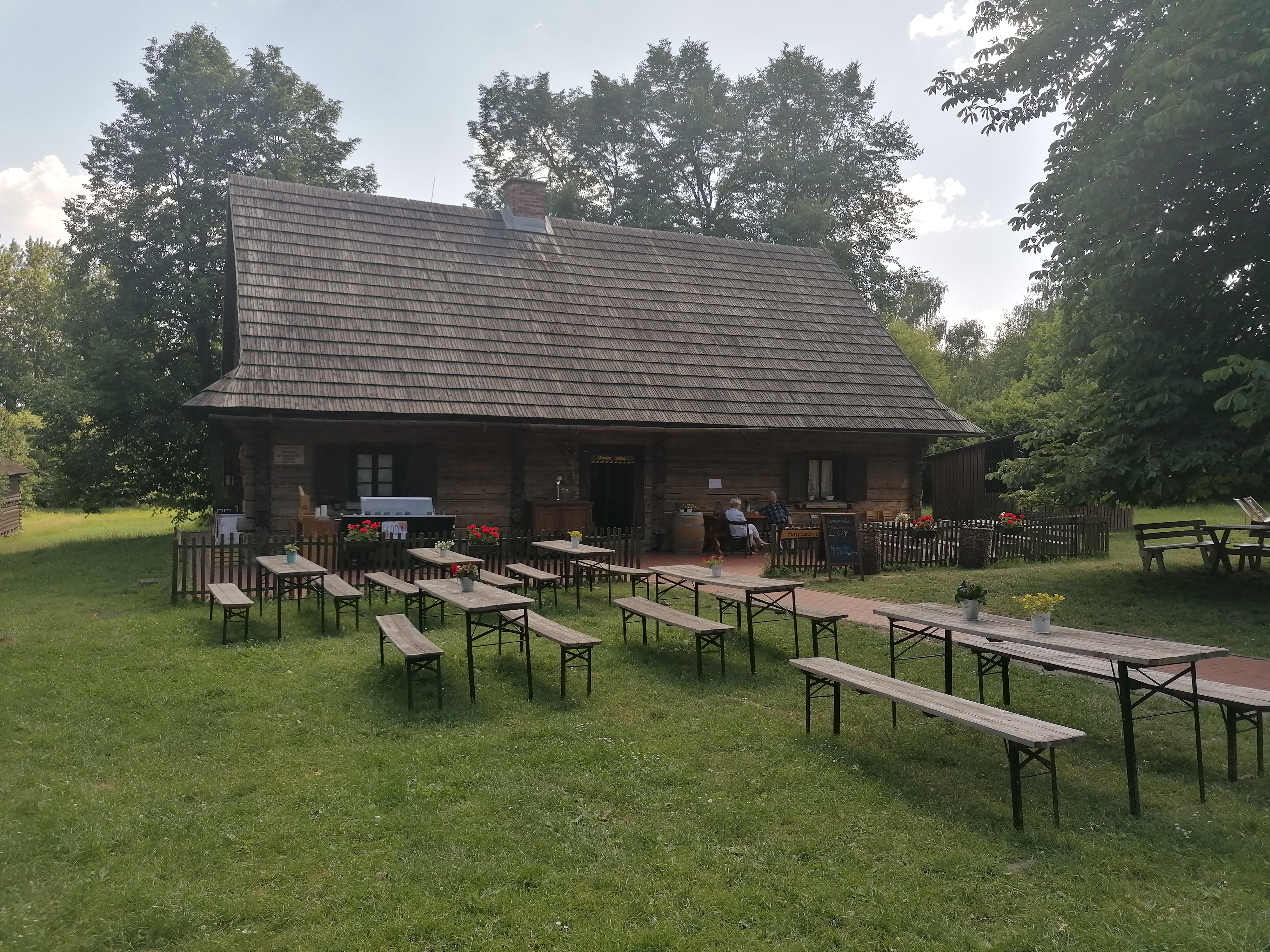
Świerczyniecka karczma z 1870, Górnośląski Park Etnograficzny